# Johann Schulz (strzelec)
Johann Schulz (ur. 22 kwietnia 1897, zm. ?) – niemiecki strzelec, olimpijczyk.
Schulz wystąpił na Letnich Igrzyskach Olimpijskich 1936 w jednej konkurencji, którą był karabin małokalibrowy leżąc z 50 m. Zajął w niej 23. pozycję. 

## Wyniki

### Igrzyska olimpijskie
| Igrzyska    | Konkurencja                       | Wynik    | Miejsce | Źródło |
| ----------- | --------------------------------- | -------- | ------- | ------ |
| Berlin 1936 | Karabin małokalibrowy leżąc, 50 m | 292 pkt. | 23      | [ 1 ]  |